# Småtind
Der Småtind (norwegisch für Kleiner Gipfel) ist ein Berg im ostantarktischen Königin-Maud-Land. Er ragt unmittelbar südöstlich des Fasettfjellet nahe dem östlichen Ende des Borg-Massivs auf.
Norwegische Kartografen, die ihn auch benannten, kartierten ihn anhand von Luftaufnahmen und Vermessungen der Norwegisch-Britisch-Schwedischen Antarktisexpedition (1949–1952) und Luftaufnahmen der Dritten Norwegischen Antarktisexpedition (1956–1960) aus den Jahren von 1958 bis 1959.